# ¿Dónde está mi Perry?
¿Dónde está mi Perry? es un videojuego de lógica spin-off de ¿Dónde está mi agua? con temática de la serie animada de televisión, Phineas y Ferb, y protagonizado por Perry el Ornitorrinco. Fue desarrollado por Creature Feep y publicado por Disney Mobile, filial de Disney Interactive Studios. El juego fue lanzado el 28 de junio de 2012 para Apple iOS, y en julio de 2012 para Android. Desde febrero de 2021, el juego fue eliminado por Disney y ya no se puede jugar.
- Datos: Q13515776